# Budíškovice
Budíškovice település Csehországban, a Jindřichův Hradec-i járásban. Budíškovice Lomy, Báňovice, Hříšice, Dobrohošť, Dačice, Třebětice, Horní Slatina, Staré Hobzí, Budeč, Jemnice, Pálovice és Chotěbudice településekkel határos. Lakosainak száma 748 fő (2024. január 1.).

## Népesség
A település lakosságának változását az alábbi diagram mutatja:
| Lakosok száma | 1085 | 1043 | 1031 | 936  | 942  | 814  | 741  | 692  | 710  | 748  |
|               | 1869 | 1890 | 1921 | 1950 | 1980 | 2001 | 2017 | 2019 | 2022 | 2024 |